# Tamabayashi Mutsumi
Mutsumi Tamabayashi (玉林 睦実 Tamabayashi Mutsumi, sinh ngày 12 tháng 10 năm 1984) là một cầu thủ bóng đá người Nhật Bản thi đấu cho Ehime FC.

## Thống kê câu lạc bộ
Cập nhật đến ngày 23 tháng 2 năm 2018.
| Thành tích câu lạc bộ | Thành tích câu lạc bộ | Thành tích câu lạc bộ | Giải vô địch | Giải vô địch | Cúp                   | Cúp                   | Tổng cộng | Tổng cộng |
| Mùa giải              | Câu lạc bộ            | Giải vô địch          | Số trận      | Bàn thắng    | Số trận               | Bàn thắng             | Số trận   | Bàn thắng |
| Nhật Bản              | Nhật Bản              | Nhật Bản              | Giải vô địch | Giải vô địch | Cúp Hoàng đế Nhật Bản | Cúp Hoàng đế Nhật Bản | Tổng cộng | Tổng cộng |
| --------------------- | --------------------- | --------------------- | ------------ | ------------ | --------------------- | --------------------- | --------- | --------- |
| 2008                  | Fagiano Okayama       | JFL                   | 27           | 1            | 3                     | 1                     | 30        | 2         |
| 2009                  | Fagiano Okayama       | J2 League             | 21           | 0            | 1                     | 0                     | 22        | 0         |
| 2010                  | Matsumoto Yamaga      | JFL                   | 21           | 0            | 2                     | 0                     | 0         | 0         |
| 2011                  | Matsumoto Yamaga      | JFL                   | 12           | 1            | 2                     | 0                     | 0         | 0         |
| 2012                  | Matsumoto Yamaga      | J2 League             | 38           | 2            | 1                     | 0                     | 0         | 0         |
| 2013                  | Matsumoto Yamaga      | J2 League             | 42           | 4            | 1                     | 0                     | 0         | 0         |
| 2014                  | Matsumoto Yamaga      | J2 League             | 12           | 0            | 2                     | 0                     | 0         | 0         |
| 2015                  | Ehime FC              | J2 League             | 39           | 4            | 1                     | 0                     | 40        | 4         |
| 2016                  | Ehime FC              | J2 League             | 22           | 0            | 3                     | 0                     | 25        | 0         |
| 2017                  | Ehime FC              | J2 League             | 28           | 1            | 0                     | 0                     | 28        | 1         |
| Tổng                  | Tổng                  | Tổng                  | 262          | 13           | 16                    | 1                     | 278       | 14        |